# My Queen Karo
My Queen Karo is een Belgische film uit 2009. My Queen Karo is de tweede speelfilm van Dorothée Van Den Berghe als regisseur. Van Den Berghe schreef ook het scenario van dit deels autobiografische verhaal, waar een jong meisje leeft in een Amsterdams kraakpand. De scenariste leefde een deel van haar jeugd in Nederland, in een Amsterdamse hippiecommune waar haar ouders naartoe waren getrokken.
Het script van de film werd uitgewerkt in het voorjaar van 2004 toen Van Den Berghe de kans kreeg gedurende 4,5 maand een Residence te volgen georganiseerd door het filmfestival van Cannes. De opnames startten op 7 juli 2008. Het Amsterdams kraakpand werd in scène gezet in de Veeartsenijschool van Anderlecht bij Brussel, in volle verbouwing naar een aantal lofts, tijdens het bouwverlof van 2008. Die zomer werd ook in Amsterdam gefilmd in de Nieuwe Uilenburgerstraat en de Spooksteeg bij de Zeedijk. De hoofdrolspeelster werd reeds lang geselecteerd door de regisseur, debutante Anna Franziska Jäger is een dochter van Anne Teresa De Keersmaeker.

## Verhaal
Het 10-jarige meisje Karo komt met haar ouders wonen in een commune van artistieke hippies in een Amsterdams kraakpand begin jaren zeventig. Haar meer burgerlijke moeder Dalia heeft het er moeilijk mee wanneer haar idealistische vader Raven als voorstander van de vrije liefde een relatie begint met Alice. Eerst is er één grote ruimte, later maakt Dalia een tussenwand, zodat ze er niet bij hoeft te zijn als Raven seks heeft met Alice. Dalia betaalt in het geheim huur, iets waar Raven fel tegen is. Karo is verliefd op een jongetje dat met zijn zusje in hetzelfde huis woont. Tot haar teleurstelling haalt hun vader hen op om bij hem te gaan wonen. Het kraakpand wordt met geweld teruggevorderd door de eigenaar wat leidt tot harde krakersrellen.

## Rolverdeling
| Acteur               | Personage |
| -------------------- | --------- |
| Anna Franziska Jäger | Karo      |
| Matthias Schoenaerts | Raven     |
| Déborah François     | Dalia     |
| Nico Sturm           | Barré     |
| Maria Kraakman       | Alice     |
| Ward Weemhoff        | Joop      |
| Cezanne Q. Cuypers   | Tara      |
| Samuel Du Chatinier  | Daniel    |
| Dragan Bakema        | Frans     |
| Rifka Lodeizen       | Jacky     |

## Productie
In de film lijkt het alsof de kinderen toekijken terwijl volwassenen vrijen, maar die beelden zijn aan elkaar geplakt in de montagekamer.